# Queen's Club Championships 2000 - Qualificazioni singolare
Le qualificazioni del singolare ai Queen's Club Championships 2000 sono state un torneo di tennis preliminare per accedere alla fase finale della manifestazione. I vincitori dell'ultimo turno sono entrati di diritto nel tabellone principale. In caso di ritiro di uno o più giocatori aventi diritto a questi sono subentrati i lucky loser, ossia i giocatori che hanno perso nell'ultimo turno ma che avevano una classifica più alta rispetto agli altri partecipanti che avevano comunque perso nel turno finale.
Le qualificazioni del torneo Queen's Club Championships 2000 prevedevano 56 partecipanti di cui 7 sono entrati nel tabellone principale.

## Teste di serie
1. Kevin Ullyett (primo turno)
2. Cyril Saulnier (primo turno)
3. Raemon Sluiter (Qualificato)
4. Sébastien Lareau (Qualificato)
5. Jamie Delgado (primo turno)
6. Marcos Ondruska (secondo turno)
7. Wayne Black (primo turno)

1. Michaël Llodra (Qualificato)
2. Alex O'Brien (secondo turno)
3. Neville Godwin (primo turno)
4. Michael Hill (ultimo turno)
5. Bob Bryan (ultimo turno)
6. Taylor Dent (primo turno)
7. Jeff Coetzee (primo turno)

## Qualificati
1. Bob Bryan
2. Martin Lee
3. Raemon Sluiter
4. Sébastien Lareau

1. Alex Witt
2. Michaël Llodra
3. David Wheaton

## Tabellone

### Legenda
| - Q = Qualificato - WC = Wild card - LL = Lucky loser | - ALT = Alternate - SE = Special Exempt - PR = Protected Ranking | - w/o = Walkover - r = Ritirato - d = Squalificato |

### Sezione 1
|  | Primo turno    | Primo turno      | Primo turno      | Primo turno | Primo turno |  |  | Secondo turno    | Secondo turno    | Secondo turno | Secondo turno | Secondo turno |   |   | Ultimo turno | Ultimo turno   | Ultimo turno   | Ultimo turno | Ultimo turno |  |
|  |                |                  |                  |             |             |  |  |                  |                  |               |               |               |   |   |              |                |                |              |              |  |
|  |                | Satoshi Iwabuchi | Satoshi Iwabuchi | 6           | 7           |  |  |                  |                  |               |               |               |   |   |              |                |                |              |              |  |
|  | 1              | Kevin Ullyett    | Kevin Ullyett    | 4           | 63          |  |  | Satoshi Iwabuchi | Satoshi Iwabuchi | 6             | 5             | 4             |   |   |              |                |                |              |              |  |
|  | Flávio Saretta | Flávio Saretta   | Flávio Saretta   | 7           | 6           |  |  | Flávio Saretta   | Flávio Saretta   | 4             | 7             | 6             |   |   |              |                |                |              |              |  |
|  | Eyal Erlich    | Eyal Erlich      | Eyal Erlich      | 65          | 1           |  |  |                  |                  |               |               |               |   |   |              | Flávio Saretta | Flávio Saretta | 1            | 2            |  |
|  | Mike Bryan     | Mike Bryan       | Mike Bryan       | 6           | 6           |  |  |                  |                  | 12            | Bob Bryan     | Bob Bryan     | 6 | 6 |              |                |                |              |              |  |
|  | Josh Tuckfield | Josh Tuckfield   | Josh Tuckfield   | 3           | 3           |  |  |                  | Mike Bryan       | Mike Bryan    | 4             | 3             |   |   |              |                |                |              |              |  |
|  | 12             | Bob Bryan        | Bob Bryan        | 6           | 6           |  |  | 12               | Bob Bryan        | Bob Bryan     | 6             | 6             |   |   |              |                |                |              |              |  |
|  |                | Jaymon Crabb     | Jaymon Crabb     | 2           | 3           |  |  |                  |                  |               |               |               |   |   |              |                |                |              |              |  |

### Sezione 2
|  | Primo turno    | Primo turno    | Primo turno   | Primo turno | Primo turno |  |  | Secondo turno | Secondo turno | Secondo turno | Secondo turno | Secondo turno |   |   | Ultimo turno | Ultimo turno | Ultimo turno | Ultimo turno | Ultimo turno |  |
|  |                |                |               |             |             |  |  |               |               |               |               |               |   |   |              |              |              |              |              |  |
|  |                | Yaoki Ishii    | 6(1)          | 6           | 6           |  |  |               |               |               |               |               |   |   |              |              |              |              |              |  |
|  | 2              | Cyril Saulnier | 7             | 3           | 4           |  |  | Yaoki Ishii   | Yaoki Ishii   | 4             | 6             | 7             |   |   |              |              |              |              |              |  |
|  | Luke Milligan  | Luke Milligan  | Luke Milligan | 6           | 6           |  |  | Luke Milligan | Luke Milligan | 6             | 4             | 65            |   |   |              |              |              |              |              |  |
|  | Lionel Roux    | Lionel Roux    | Lionel Roux   | 3           | 1           |  |  |               |               |               |               |               |   |   | Yaoki Ishii  | Yaoki Ishii  | Yaoki Ishii  | 2            | 2            |  |
|  | Ivo Karlović   | Ivo Karlović   | 3             | 6           | 6           |  |  |               |               | Martin Lee    | Martin Lee    | Martin Lee    | 6 | 6 |              |              |              |              |              |  |
|  | Nenad Zimonjić | Nenad Zimonjić | 6             | 3           | 4           |  |  | Ivo Karlović  | Ivo Karlović  | 6             | 4             | 4             |   |   |              |              |              |              |              |  |
|  |                | Martin Lee     | Martin Lee    | 7           | 6           |  |  | Martin Lee    | Martin Lee    | 4             | 6             | 6             |   |   |              |              |              |              |              |  |
|  | 14             | Jeff Coetzee   | Jeff Coetzee  | 5           | 4           |  |  |               |               |               |               |               |   |   |              |              |              |              |              |  |

### Sezione 3
|  | Primo turno    | Primo turno    | Primo turno    | Primo turno | Primo turno |  |  | Secondo turno | Secondo turno  | Secondo turno  | Secondo turno | Secondo turno |   |   | Ultimo turno | Ultimo turno   | Ultimo turno   | Ultimo turno | Ultimo turno |  |
|  |                |                |                |             |             |  |  |               |                |                |               |               |   |   |              |                |                |              |              |  |
|  | 3              | Raemon Sluiter | Raemon Sluiter | 6           | 6           |  |  |               |                |                |               |               |   |   |              |                |                |              |              |  |
|  |                | Torrey Gambill | Torrey Gambill | 0           | 0           |  |  | 3             | Raemon Sluiter | Raemon Sluiter | 6             | 6             |   |   |              |                |                |              |              |  |
|  | Lovro Zovko    | Lovro Zovko    | 6              | 4           | 7           |  |  |               | Lovro Zovko    | Lovro Zovko    | 4             | 4             |   |   |              |                |                |              |              |  |
|  | Jonathan Stark | Jonathan Stark | 4              | 6           | 5           |  |  |               |                |                |               |               |   |   | 3            | Raemon Sluiter | Raemon Sluiter | 6            | 6            |  |
|  | Takao Suzuki   | Takao Suzuki   | Takao Suzuki   | 6           | 6           |  |  |               |                |                | Takao Suzuki  | Takao Suzuki  | 1 | 3 |              |                |                |              |              |  |
|  | Mark Hilton    | Mark Hilton    | Mark Hilton    | 2           | 2           |  |  | Takao Suzuki  | Takao Suzuki   | Takao Suzuki   | 7             | 6             |   |   |              |                |                |              |              |  |
|  |                | Michael Sell   | 6              | 6           | 7           |  |  | Michael Sell  | Michael Sell   | Michael Sell   | 5             | 4             |   |   |              |                |                |              |              |  |
|  | 13             | Taylor Dent    | 7              | 4           | 5           |  |  |               |                |                |               |               |   |   |              |                |                |              |              |  |

### Sezione 4
|  | Primo turno          | Primo turno          | Primo turno          | Primo turno | Primo turno |  |  | Secondo turno | Secondo turno    | Secondo turno    | Secondo turno | Secondo turno |   |    | Ultimo turno | Ultimo turno     | Ultimo turno | Ultimo turno | Ultimo turno |  |
|  |                      |                      |                      |             |             |  |  |               |                  |                  |               |               |   |    |              |                  |              |              |              |  |
|  | 4                    | Sébastien Lareau     | Sébastien Lareau     | 6           | 6           |  |  |               |                  |                  |               |               |   |    |              |                  |              |              |              |  |
|  |                      | Maxime Boye          | Maxime Boye          | 1           | 4           |  |  | 4             | Sébastien Lareau | Sébastien Lareau | 7             | 7             |   |    |              |                  |              |              |              |  |
|  | Peter Tramacchi      | Peter Tramacchi      | 68                   | 6           | 6           |  |  |               | Peter Tramacchi  | Peter Tramacchi  | 5             | 5             |   |    |              |                  |              |              |              |  |
|  | Miles Maclagan       | Miles Maclagan       | 7                    | 4           | 4           |  |  |               |                  |                  |               |               |   |    | 4            | Sébastien Lareau | 7            | 2            | 7            |  |
|  | Brian MacPhie        | Brian MacPhie        | Brian MacPhie        | 6           | 6           |  |  |               |                  |                  | Jared Palmer  | 65            | 6 | 63 |              |                  |              |              |              |  |
|  | Aisam-ul-Haq Qureshi | Aisam-ul-Haq Qureshi | Aisam-ul-Haq Qureshi | 0           | 3           |  |  | Brian MacPhie | Brian MacPhie    | 6                | 1             | 4             |   |    |              |                  |              |              |              |  |
|  |                      | Jared Palmer         | Jared Palmer         | 6           | 6           |  |  | Jared Palmer  | Jared Palmer     | 3                | 6             | 6             |   |    |              |                  |              |              |              |  |
|  | 10                   | Neville Godwin       | Neville Godwin       | 3           | 1           |  |  |               |                  |                  |               |               |   |    |              |                  |              |              |              |  |

### Sezione 5
|  | Primo turno     | Primo turno     | Primo turno    | Primo turno | Primo turno |  |  | Secondo turno | Secondo turno | Secondo turno | Secondo turno | Secondo turno |   |   | Ultimo turno | Ultimo turno | Ultimo turno | Ultimo turno | Ultimo turno |  |
|  |                 |                 |                |             |             |  |  |               |               |               |               |               |   |   |              |              |              |              |              |  |
|  |                 | Justin Layne    | 4              | 6           | 6           |  |  |               |               |               |               |               |   |   |              |              |              |              |              |  |
|  | 5               | Jamie Delgado   | 6              | 1           | 3           |  |  | Justin Layne  | Justin Layne  | Justin Layne  | 3             | 2             |   |   |              |              |              |              |              |  |
|  | Alex Witt       | Alex Witt       | 6              | 1           | 7           |  |  | Alex Witt     | Alex Witt     | Alex Witt     | 6             | 6             |   |   |              |              |              |              |              |  |
|  | Arnaud Fontaine | Arnaud Fontaine | 3              | 6           | 5           |  |  |               |               |               |               |               |   |   |              | Alex Witt    | 7            | 3            | 6            |  |
|  | Mark Draper     | Mark Draper     | Mark Draper    | 6           | 7           |  |  |               |               | 11            | Michael Hill  | 5             | 6 | 4 |              |              |              |              |              |  |
|  | James Davidson  | James Davidson  | James Davidson | 3           | 5           |  |  |               | Mark Draper   | 6             | 1             | 64            |   |   |              |              |              |              |              |  |
|  | 11              | Michael Hill    | Michael Hill   | 6           | 6           |  |  | 11            | Michael Hill  | 3             | 6             | 7             |   |   |              |              |              |              |              |  |
|  |                 | Lee Childs      | Lee Childs     | 4           | 0           |  |  |               |               |               |               |               |   |   |              |              |              |              |              |  |

### Sezione 6
|  | Primo turno      | Primo turno      | Primo turno      | Primo turno | Primo turno |  |  | Secondo turno | Secondo turno    | Secondo turno  | Secondo turno  | Secondo turno  |   |   | Ultimo turno | Ultimo turno     | Ultimo turno     | Ultimo turno | Ultimo turno |  |
|  |                  |                  |                  |             |             |  |  |               |                  |                |                |                |   |   |              |                  |                  |              |              |  |
|  | 6                | Marcos Ondruska  | Marcos Ondruska  | 6           | 6           |  |  |               |                  |                |                |                |   |   |              |                  |                  |              |              |  |
|  |                  | Simon Dickson    | Simon Dickson    | 3           | 1           |  |  | 6             | Marcos Ondruska  | 63             | 6              | 2              |   |   |              |                  |                  |              |              |  |
|  | Olivier Patience | Olivier Patience | Olivier Patience | 6           | 6           |  |  |               | Olivier Patience | 7              | 2              | 6              |   |   |              |                  |                  |              |              |  |
|  | James Auckland   | James Auckland   | James Auckland   | 4           | 3           |  |  |               |                  |                |                |                |   |   |              | Olivier Patience | Olivier Patience | 1            | 3            |  |
|  | Mardy Fish       | Mardy Fish       | 3                | 6           | 6           |  |  |               |                  | 8              | Michaël Llodra | Michaël Llodra | 6 | 6 |              |                  |                  |              |              |  |
|  | Michael Tebbutt  | Michael Tebbutt  | 6                | 2           | 1           |  |  |               | Mardy Fish       | Mardy Fish     | 1              | 3              |   |   |              |                  |                  |              |              |  |
|  | 8                | Michaël Llodra   | Michaël Llodra   | 6           | 6           |  |  | 8             | Michaël Llodra   | Michaël Llodra | 6              | 6              |   |   |              |                  |                  |              |              |  |
|  |                  | Eric Taino       | Eric Taino       | 1           | 1           |  |  |               |                  |                |                |                |   |   |              |                  |                  |              |              |  |

### Sezione 7
|  | Primo turno      | Primo turno      | Primo turno      | Primo turno | Primo turno |  |  | Secondo turno | Secondo turno | Secondo turno | Secondo turno | Secondo turno |   |   | Ultimo turno | Ultimo turno | Ultimo turno | Ultimo turno | Ultimo turno |  |
|  |                  |                  |                  |             |             |  |  |               |               |               |               |               |   |   |              |              |              |              |              |  |
|  |                  | Tom Spinks       | Tom Spinks       | 6           | 6           |  |  |               |               |               |               |               |   |   |              |              |              |              |              |  |
|  | 7                | Wayne Black      | Wayne Black      | 4           | 2           |  |  | Tom Spinks    | Tom Spinks    | Tom Spinks    | Tom Spinks    | 6             |   |   |              |              |              |              |              |  |
|  | Diego Nargiso    | Diego Nargiso    | Diego Nargiso    | 7           | 6           |  |  | Diego Nargiso | Diego Nargiso | Diego Nargiso | Diego Nargiso | 4r            |   |   |              |              |              |              |              |  |
|  | Pieter Calitz    | Pieter Calitz    | Pieter Calitz    | 5           | 4           |  |  |               |               |               |               |               |   |   | Tom Spinks   | Tom Spinks   | 7            | 3            | 2            |  |
|  | David Wheaton    | David Wheaton    | David Wheaton    | 7           | 6           |  |  |               |               | David Wheaton | David Wheaton | 68            | 6 | 6 |              |              |              |              |              |  |
|  | Sebastien Swierk | Sebastien Swierk | Sebastien Swierk | 5           | 3           |  |  |               | David Wheaton | David Wheaton | 7             | 6             |   |   |              |              |              |              |              |  |
|  | 9                | Alex O'Brien     | Alex O'Brien     | 6           | 6           |  |  | 9             | Alex O'Brien  | Alex O'Brien  | 5             | 1             |   |   |              |              |              |              |              |  |
|  |                  | Scott Humphries  | Scott Humphries  | 1           | 3           |  |  |               |               |               |               |               |   |   |              |              |              |              |              |  |